# 雅布龙河
雅布龙河（法語：Jabron，法語發音：[ʒabʁɔ̃]）是法国上普罗旺斯阿尔卑斯省与德龙省的河流，是迪朗斯河的右支流，长36.5千米。